# Tischtennisweltmeisterschaft 1969
Die 30. Tischtennisweltmeisterschaft fand vom 17. bis zum 27. April 1969 in München (Deutschland) statt. Es war nach 1930 und 1959 die dritte WM, die in Deutschland stattfand. Spielort war die Eissporthalle, die jedoch etwas kritisiert wurde, weil starke Luftzüge die Ballflugbahnen teilweise unberechenbar machten und so die Spiele beeinflussten. Außerdem benachteiligte der hellgraue – fast weiße – Boden die Abwehrspieler enorm, weil diese den weißen Ball wegen des nur geringen Kontrastes erst sehr spät erkennen konnten. Zudem fehlte eine Heizung, was sich wegen der kalten Apriltage negativ auswirkte.
Im Vorfeld hatten sich noch die Städte Dortmund und Essen um die Ausrichtung der WM beworben.
Deutschland gewann drei Silbermedaillen, nämlich die BRD-Herrenmannschaft, Eberhard Schöler im Einzel und Gabriele Geißler (DDR) ebenfalls im Einzel.

## Teilnehmer
Es nahmen 48 Herren- und 37 Damenmannschaften aus 55 Nationen teil. In den Einzelwettbewerben traten 227 Herren und 145 Damen an. Die DDR stellte nur eine Damenmannschaft, aber keine Herrenmannschaft. China blieb erneut fern, Nordkorea zog seine bereits gemeldeten Sportler zurück.
In den Mannschaftsspielen der Damen und im Damendoppel erregte die Russin Soja Rudnowa Aufsehen. Wie die Asiatinnen im Penholdergriff spielend, überzeugte sie durch aggressives Offensiv-Tischtennis. Mannschafts- und Doppeltitel (mit Swetlana Grinberg) waren der Lohn für eine starke Leistung.
Das schwedische Herrendoppel Hans Alsér/Kjell Johansson verteidigte seinen 1967 errungenen Titel eindrucksvoll.

## Abschneiden der Deutschen

### Herrenmannschaft
Deutschland war unter dem Trainer Vilim Harangozo und dem Kapitän Werner Haupt sehr erfolgreich. Die Herrenmannschaft gewann jeweils 5:0 gegen Indonesien, Ghana, Vereinigte Arabische Republik und Frankreich, danach 5:3 gegen Südkorea, 5:4 gegen Schweden, 5:0 gegen Irland sowie 5:3 gegen die CSSR.
Im Finale verlor sie 5:3 gegen Japan und wurde somit Zweiter. In einem mitreißenden Spiel siegte der Osnabrücker Bernt Jansen gegen den amtierenden Einzelweltmeister Nobuhiko Hasegawa. Eberhard Schöler steuerte zwei weitere Punkte durch Siege gegen Shigeo Itō und Nobuhiko Hasegawa bei – verlor aber gegen den dritten Japaner Mitsuru Kōno. Wilfried Lieck blieb in diesem spannenden Finale trotz guter Leistung ohne einen Punktgewinn.

### Damenmannschaft
Die Damenmannschaft gewann jeweils 3:0 gegen die Schweiz, Irland, Ungarn, Schweden, DDR und Südkorea und verlor jeweils 0:3 gegen Japan und Rumänien. Dies reichte für Platz 5. Im Vorfeld der WM musste Agnes Simon wegen einer Verletzung ihre Teilnahme absagen.

### Herreneinzel
Insgesamt 16 Herren waren für Deutschland gemeldet.
Wilfried Lieck schied in der Runde der letzten 32 (gegen Nobuhiko Hasegawa) aus ebenso wie Klaus Solka (gegen Chung Cha Hyun, Südkorea) und Friedrich Haase (gegen Sugeng Utomo Soewindo, Indonesien).
Zu diesem Zeitpunkt waren bereits Bernt Jansen (gegen Zlatko Čordaš), Martin Ness (gegen Dragutin Šurbek) und Conny Freundorfer (gegen János Borzsei) aus dem Rennen.
Eberhard Schöler erreichte nach Siegen unter anderem gegen Anatoli Amelin (UdSSR), Jaroslav Staněk (CSSR) und Tokio Tasaka (Japan) das Endspiel. In einer dramatischen Abwehrschlacht musste er sich vor mehr als 6.000 Zuschauern trotz 2:0-Führung nach Sätzen am Ende gegen den Japaner Shigeo Itō noch geschlagen geben.
Für sein vorbildliches und faires Verhalten erhielt Schöler den Swaythling Club International-Richard-Bergmann-Preis.

### Dameneinzel
Im Achtelfinale schied Rosemarie Seidel gegen Miho Hamada (Japan) aus. Hier gewann Diane Schöler gegen Kasuko Ito (Japan), verlor dann aber im Zeitspiel gegen Maria Alexandru.
Edit Buchholz kam nach einem Sieg über Pauline Piddock (England) unter die letzten Acht, unterlag aber hier der DDR-Spitzenspielerin Gabriele Geißler nach 2:0-Führung mit 2:3.
Christel Kaib unterlag nach kampflosem Weiterkommen der Japanerin Kasuko Ito.
Dem Sieg über Edit Buchholz ließ die Ost-Berliner Abwehrspielerin Gabriele Geißler einen 3:2-Gewinn über Miho Hamada (Japan) folgen, indem sie wieder einen 0:2-Rückstand aufholte, und kam so ins Endspiel, wo sie trotz Gewinn des ersten Satzes gegen die Japanerin Toshiko Kowada letztlich chancenlos war und 1:3 verlor.
Christa Rühl kam im Einzel kampflos eine Runde weiter und siegte dann gegen Đurđa Duganić (Jugoslawien). Gegen die spätere Bronzemedaillengewinnerin Maria Alexandru (Rumänien) verlor sie glatt.
Petra Stephan schied in der ersten Runde gegen Asta Godrajtite (UdSSR) aus.

### Herrendoppel
Am weitesten kamen Jansen/Hans Micheiloff. Im Viertelfinale verloren sie gegen die Japaner Kōno/Itō.

### Damendoppel
Hier war die DDR-Spielerin Petra Stephan zusammen mit Asta Godrajtite (UdSSR) am erfolgreichsten. Im Viertelfinale verloren sie gegen Choi Hwan-hwan/Choi Jung-sook aus Südkorea. Zuvor hatten sie gegen Patty Martinez/Wendy Hicks (USA), Buchholz/Prell und Toshiko Kowada/Yasuko Konno (Japan) gewonnen.
Christel Kaib/Müller unterlagen in der ersten Runde gegen Mary van Ruiten/Mieke ten Broek (Niederlande).
Christa Rühl/Monika Block kamen nach einem Sieg über Rigmor Sörensen/Berit Ommedal (Norwegen) und einem kampflosen Gewinn in die dritte Runde, wo sie gegen das spätere Weltmeisterpaar Swetlana Grinberg/Soja Rudnowa (SU) ausschieden.

### Mixed
Im Mixed erreichte das Ehepaar Eberhard und Diane Schöler das Viertelfinale, wo sie gegen die Japaner Mitsuru Kōno / Saeko Hirota verloren.

## Wissenswertes
- Eberhard Schöler blieb in den Mannschaftskämpfen mit Ausnahme des Endspiels unbesiegt.
- Im Spiel Eberhard Schöler gegen den Schweden Hans Alsér stand es nach 15 Minuten im ersten Satz 0:2. Damit setzte das Zeitspiel ein, Schöler gewann mit 2:1.
- Der Sieg der rumänischen Damenmannschaft über Japan wurde als Sensation gewertet.
- Die Engländerin Pauline Piddock besiegte im Einzelwettbewerb überraschend die Weltmeisterin Sachiko Morisawa aus Japan.
- Japans Spitzenspielerin Yukie Ōzeki wurde wegen undisziplinierten Verhalten nicht für die WM nominiert.[3]
- Die Deutsche Bundespost verwendet in München vom 17. bis 27. April 1969 einen Sonderstempel im fahrbaren Sonderpostamt vor der Eissporthalle auf dem Oberwiesenfeld.

## Ergebnisse
Folgende Deutsche nahmen nur an den Individualwettbewerben teil:
- Herren: Conny Freundorfer, Ernst Gomolla, Friedrich Haase, Hans-Jürgen Hackenberg, Günter Köcher, Jochen Leiß, Jürgen Lieder, Hans Micheiloff, Klaus Schmittinger, Karl-Heinz Scholl, Detlef Siewert, Klaus Solka
- Damen: Ingrid Bahnert, Monika Block, Christel Kaib, Monika Kneip, Jutta Krüger, Heidi Müller (München), Sieglinde Prell, Christa Rühl, Brigitte Scharmacher, Erika Schmollinger (früher Erika Koch), Hannelore Schneider (früher Hannelore Männer), Rosemarie Seidel, Almuth Stöhr

Deutsche Schiedsrichter (Auswahl): Eugen Bach (Neustadt an der Weinstraße, Rheinland-Pfalz), Willi Heringlehner, Klaus Knott (München), Dieter Kempf, Hans J. Jauss (Bayern), Paul-Wilhelm Marx (WTTV), Erich Bachmann (Braunschweig).
| Wettbewerb        | Rang | Sieger                                                                                        |
| ----------------- | ---- | --------------------------------------------------------------------------------------------- |
| Mannschaft Herren | 1.   | Japan (Mitsuru Kōno, Shigeo Itō, Tetsuo Inoue, Kenji Kasai, Nobuhiko Hasegawa)                |
| Mannschaft Herren | 2.   | BRD (Martin Ness, Wilfried Lieck, Eberhard Schöler, Bernt Jansen)                             |
| Mannschaft Herren | 3.   | Jugoslawien (Istvan Korpa, Anton Stipancic, Dragutin Šurbek, Zlatko Čordaš, Edvard Vecko)     |
| Mannschaft Herren | 16.  | Österreich (Josef Bauregger, Günter Heine, Heinz Schlüter, Franz Thallinger, Rudolf Weinmann) |
| Mannschaft Herren | 31.  | Schweiz (Bernard Chatton, Marcel Grimm, Lehmann, Nicolas Pewny)                               |
| Mannschaft Damen  | 1.   | UdSSR (Soja Rudnowa, Swetlana Grinberg, Rita Pogosowa, Laima Amelina-Balaishite)              |
| Mannschaft Damen  | 2.   | Rumänien (Eleonora Vlaicov, Carmen Crișan, Maria Alexandru-Golopenta)                         |
| Mannschaft Damen  | 3.   | Japan (Saeko Hirota, Sachiko Morisawa, Yasuko Konno, Toshiko Kowada)                          |
| Mannschaft Damen  | 5.   | BRD (Edit Buchholz, Wiebke Hendriksen, Diane Schöler)                                         |
| Mannschaft Damen  | 7.   | DDR (Gabriele Geißler, Doris Hovestädt, Petra Stephan)                                        |
| Mannschaft Damen  | 18.  | Schweiz (Christiane Andre, Catherine Boppe, Vreni Lehmann, Michele Stirn)                     |
| Mannschaft Damen  | 21.  | Österreich (Helene Jahn, Gabriele Smekal, Waltraude Stummer, Elisabeth Willinger)             |
| Herren Einzel     | 1.   | Shigeo Itō – JPN                                                                              |
| Herren Einzel     | 2.   | Eberhard Schöler – FRG                                                                        |
| Herren Einzel     | 3.   | Tokio Tasaka – JPN                                                                            |
| Herren Einzel     | 3.   | Kenji Kasai – JPN                                                                             |
| Damen Einzel      | 1.   | Toshiko Kowada – JPN                                                                          |
| Damen Einzel      | 2.   | Gabriele Geißler – DDR                                                                        |
| Damen Einzel      | 3.   | Maria Alexandru-Golopenta – ROM                                                               |
| Damen Einzel      | 3.   | Miho Hamada – JPN                                                                             |
| Herren Doppel     | 1.   | Hans Alsér/Kjell Johansson – SWE                                                              |
| Herren Doppel     | 2.   | Tokio Tasaka/Nobuhiko Hasegawa – JPN                                                          |
| Herren Doppel     | 3.   | Anatoli Amelin/Stanislaw Gomoskow – URS                                                       |
| Herren Doppel     | 3.   | Shigeo Itō/Mitsuru Kōno – JPN                                                                 |
| Damen Doppel      | 1.   | Swetlana Grinberg/Soja Rudnowa – URS                                                          |
| Damen Doppel      | 2.   | Maria Alexandru-Golopenta/Eleonora Vlaicov – ROM                                              |
| Damen Doppel      | 3.   | Choi Hwan-hwan/Choi Jung-sook – KOR                                                           |
| Damen Doppel      | 3.   | Ilona Voštová/Jitka Karlíková – TCH                                                           |
| Mixed             | 1.   | Nobuhiko Hasegawa/Yasuko Konno – JPN                                                          |
| Mixed             | 2.   | Mitsuru Kōno/Saeko Hirota – JPN                                                               |
| Mixed             | 3.   | Denis Neale/Mary Wright-Shannon – ENG                                                         |
| Mixed             | 3.   | Shigeo Itō/Toshiko Kowada – JPN                                                               |

## Medaillenspiegel
| Rang  | Land             | Gold | Silber | Bronze | Gesamt |
| ----- | ---------------- | ---- | ------ | ------ | ------ |
| 1     | Japan            | 4    | 2      | 6      | 12     |
| 2     | Sowjetunion      | 2    | 0      | 1      | 3      |
| 3     | Schweden         | 1    | 0      | 0      | 1      |
| 4     | Rumänien         | 0    | 2      | 1      | 3      |
| 5     | BR Deutschland   | 0    | 2      | 0      | 2      |
| 6     | DDR              | 0    | 1      | 0      | 1      |
| 7     | England          | 0    | 0      | 1      | 1      |
| 7     | Tschechoslowakei | 0    | 0      | 1      | 1      |
| 7     | Südkorea         | 0    | 0      | 1      | 1      |
| 7     | Jugoslawien      | 0    | 0      | 1      | 1      |
| Total | Total            | 7    | 7      | 12     | 26     |